# Calmels-et-le-Viala
Calmels-et-le-Viala [kalmɛl e lə vjala] (okzitanisch: Caumèls e Lo Vialar) ist eine französische Gemeinde des Départements Aveyron in der Region Okzitanien (vor 2016: Midi-Pyrénées) mit 186 Einwohnern (Stand: 1. Januar 2022). Sie umfasst den Ort Le Viala du Dourdou sowie Weiler und Einzelhöfe und ist dem Kanton Saint-Affrique und dem Arrondissement Millau zugeteilt.

## Geografie

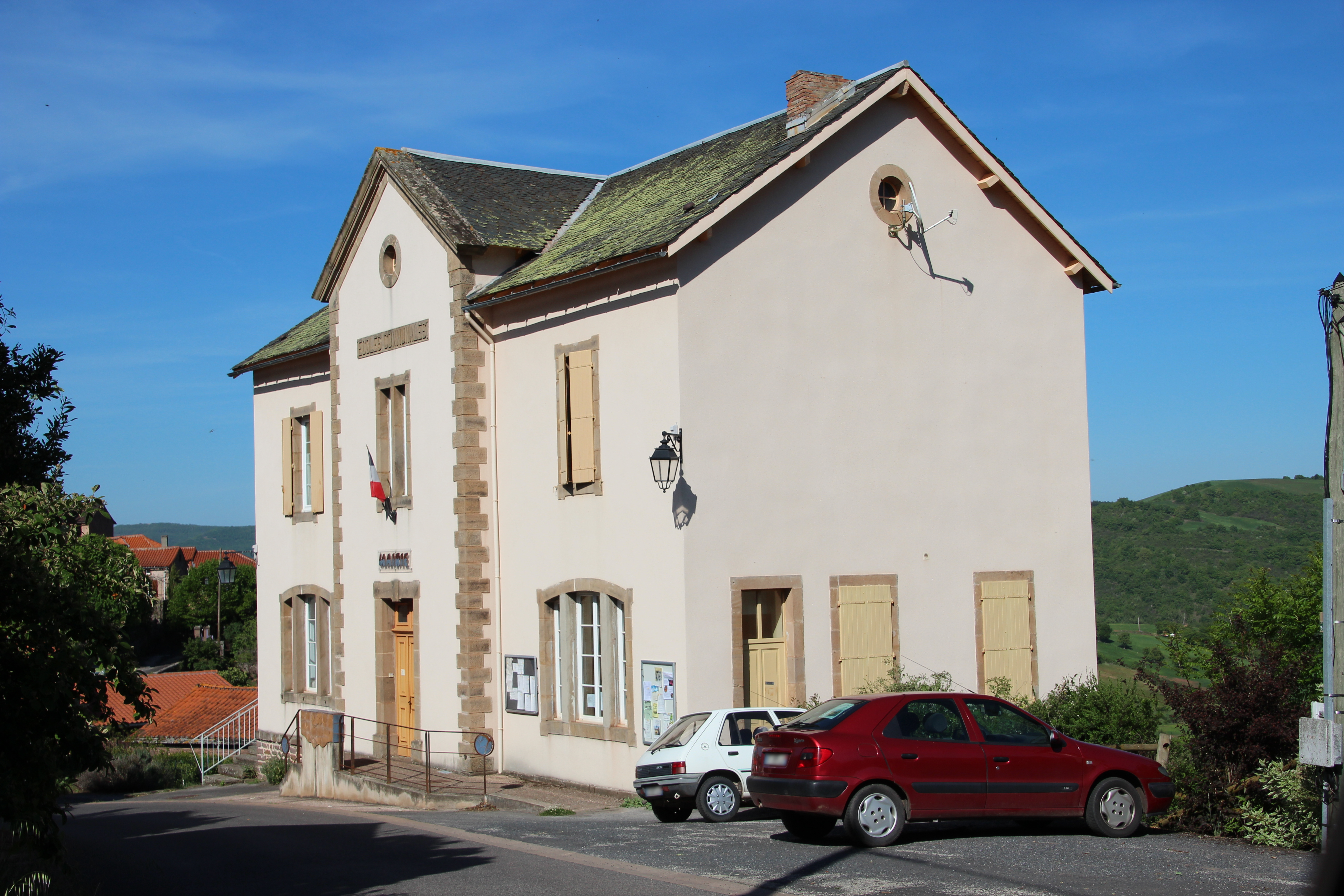
Mairie (Rathaus) von Calmels-et-le-Viala

Calmels-et-le-Viala liegt etwa 35 Kilometer westsüdwestlich von Millau und etwa 50 Kilometer südsüdöstlich von Rodez in der historischen Region der Rouergue am Dourdou de Camarès. An der südwestlichen Gemeindegrenze verläuft das Flüsschen Gos, im Norden der Len. Umgeben wird Calmels-et-le-Viala von den Nachbargemeinden Les Costes-Gozon im Norden und Nordosten, Saint-Affrique im Osten und Nordosten, Vabres-l’Abbaye im Süden und Südosten, Saint-Juéry im Südwesten sowie Saint-Izaire im Westen.

## Geschichte
In den ersten Jahren der Französischen Revolution wurden die Gemeinden Calmels und Viala zur heutigen Gemeinde vereinigt.

## Bevölkerungsentwicklung
| Jahr                      | 1962 | 1968 | 1975 | 1982 | 1990 | 1999 | 2006 | 2013 |
| ------------------------- | ---- | ---- | ---- | ---- | ---- | ---- | ---- | ---- |
| Einwohner                 | 339  | 303  | 239  | 211  | 214  | 207  | 236  | 220  |
| Quelle: Cassini und INSEE |      |      |      |      |      |      |      |      |

## Sehenswürdigkeiten

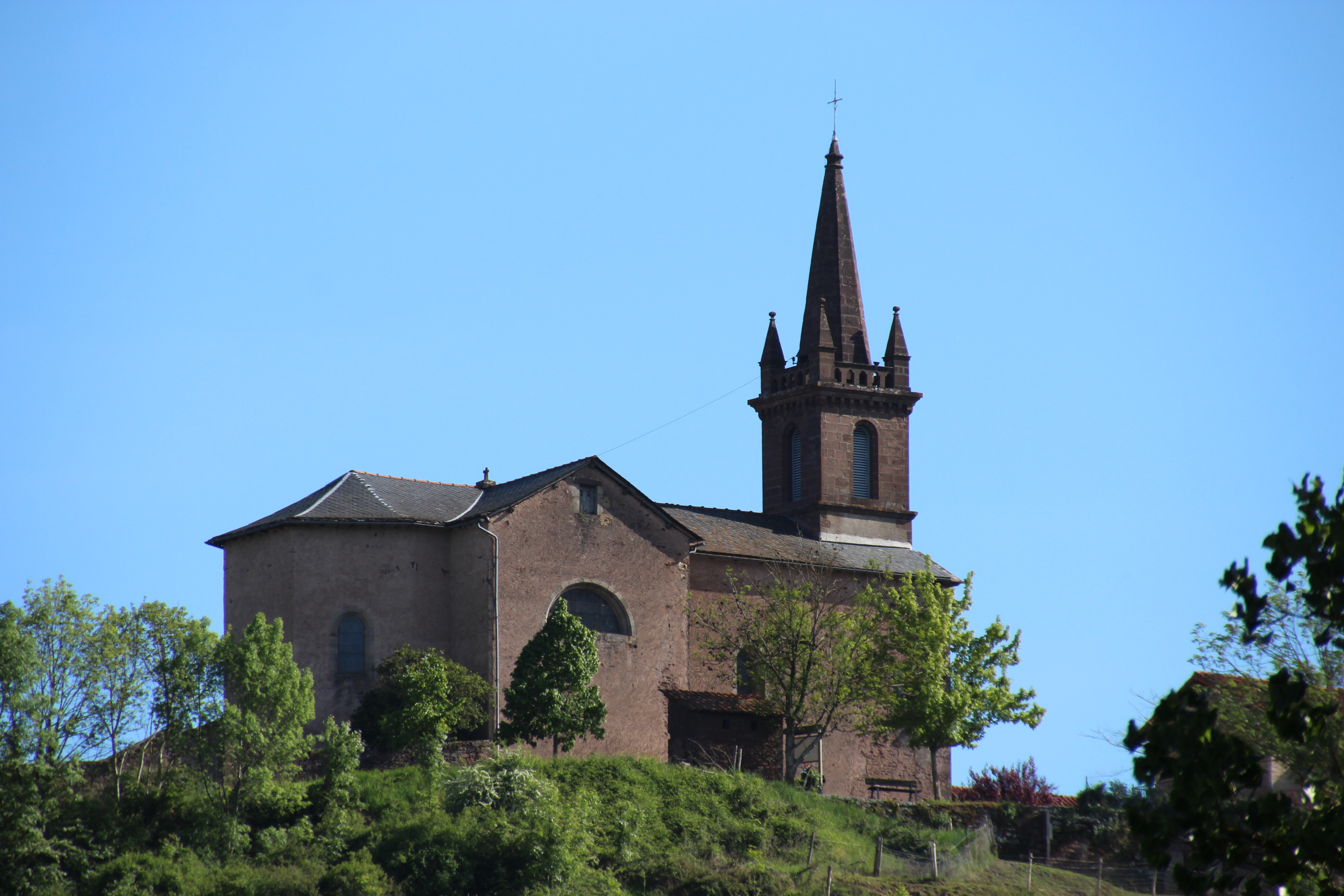
Kirche Saint-Jean-Baptiste

- Kirche Saint-Jean-Baptiste in Le Viala du Dourdou
- Eine Replik des Statuenmenhirs des Maurels steht beim Weiler Les Maurels am Rande der Departementsstraße D 25